# 4온음표

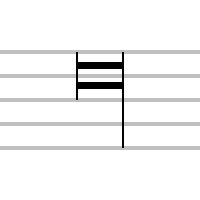
4온음표

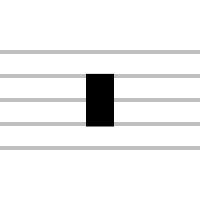
4온쉼표

4배온음표 또는 4온음표(longa note)는 온음표의 4배에 해당하는 박자를 가지는 음표이다. 박자 수는 16박자이다.

## 같이 보기
- 악상 기호